# Ricardo II (Shakespeare)

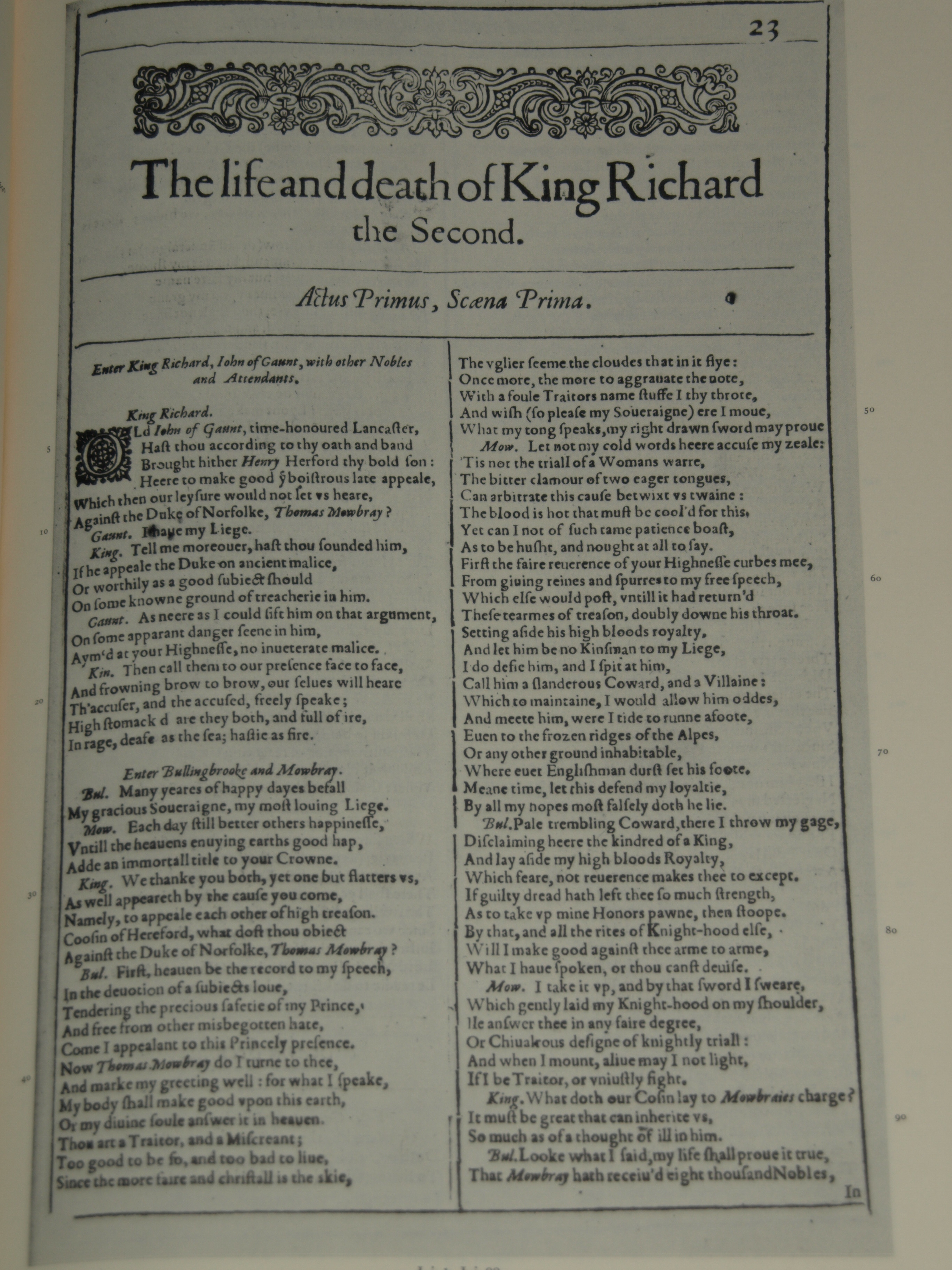
Portada de Ricardo II (edición publicada en 1623)

Ricardo II (en inglés, The Life and Death of King Richard the Second) es un drama histórico escrito por William Shakespeare, aproximadamente en 1595 y basada en la vida de Ricardo II de Inglaterra (reinado 1377–1399). Es la primera parte de la tetralogía conocida como la Henriada, seguida por tres obras referidas a los sucesores de Ricardo II: Enrique IV, parte 1, Enrique IV de Inglaterra, parte 2 y Enrique V.
Pese a que en el First Folio (1623) de las obras de Shakespeare la lista como un drama histórico, la más temprana de 1597 la define como The tragedie of King Richard the second.